# Ікаруґа
Ікаруґа (яп. 斑鳩町, いかるがちょう, ікаруґа тьо ) — містечко в Японії, у північно-західній частині префектури Нара.
У місті розташована найстаріша дерев'яна споруда світу — буддистський храм Хорюдзі.

## Культура
- Монастир Хоккі (法起寺)
- Монастир Хорю (法隆寺)